# 内声部
在多声部音乐中，音域既不是最高的也不是最低的声部叫做内声部。在四部和声中，内声部就是中音声部和次中音声部。
在音乐中，两个外声部构成了音乐的骨架，而内声部起到了填充和声的作用。在四部和声写作中，内声部进行应当尽可能平稳，以级进为主。
在合唱中，由于内声部的合唱团员的左右两边都有不同的声部，相当于被其他的声部给包围了，所以这就要求内声部合唱团员的音准能力要很高，不能唱着唱着被两边的声部给带跑了，特别是当内声部与其他声部形成不协和音程时，音准能力就更为重要。